# Niccolo Cabeo
Niccolo Cabeo, également connu sous le nom Nicolaus Cabeus, né le 26 février 1586 à Ferrare et mort le 30 juin 1650 à Gênes, est un jésuite philosophe, ingénieur, physicien et mathématicien italien.

## Biographie
Niccolo Cabeo a fait ses études au collège des Jésuites de Parme à partir de 1602. Il passa les deux années suivantes à Padoue, puis étudia en 1606-1607 à Piacenza avant d'entreprendre des études de philosophie de 1607 à 1610 à Parme. Il passa quatre autres années (1612-1616) à étudier la théologie à Parme et une autre année à Mantoue. Il a ensuite enseigné la théologie et les mathématiques à Parme, puis à Gênes. En 1622, il est devenu un prédicateur. Pendant un certain temps, il a reçu le soutien du Duché de Mantoue et de la Maison d'Este à Ferrare. Pendant ce temps il a été travaillé dans des projets hydrauliques et étudia la question de l'eau avec le mathématicien Benedetto Castelli.
Niccolo Cabeo est connu pour ses contributions dans la recherche en physique par ses expériences et ses observations. Il a observé notamment les expériences de Jean-Baptiste Baliani concernant la chute d'objets et il a écrit à propos de ces expériences, que deux objets différents tombent dans le même laps de temps, quel que soit le support. Il a également réalisé des expériences avec des pendules et observé qu'une charge électrique du corps peut attirer des objets non-électrifiées. Il a également noté que deux objets chargés électriquement pouvaient se repousser l'un de l'autre.
En 1935, l'union astronomique internationale a donné le nom de Cabeus à un cratère lunaire.

## Œuvres

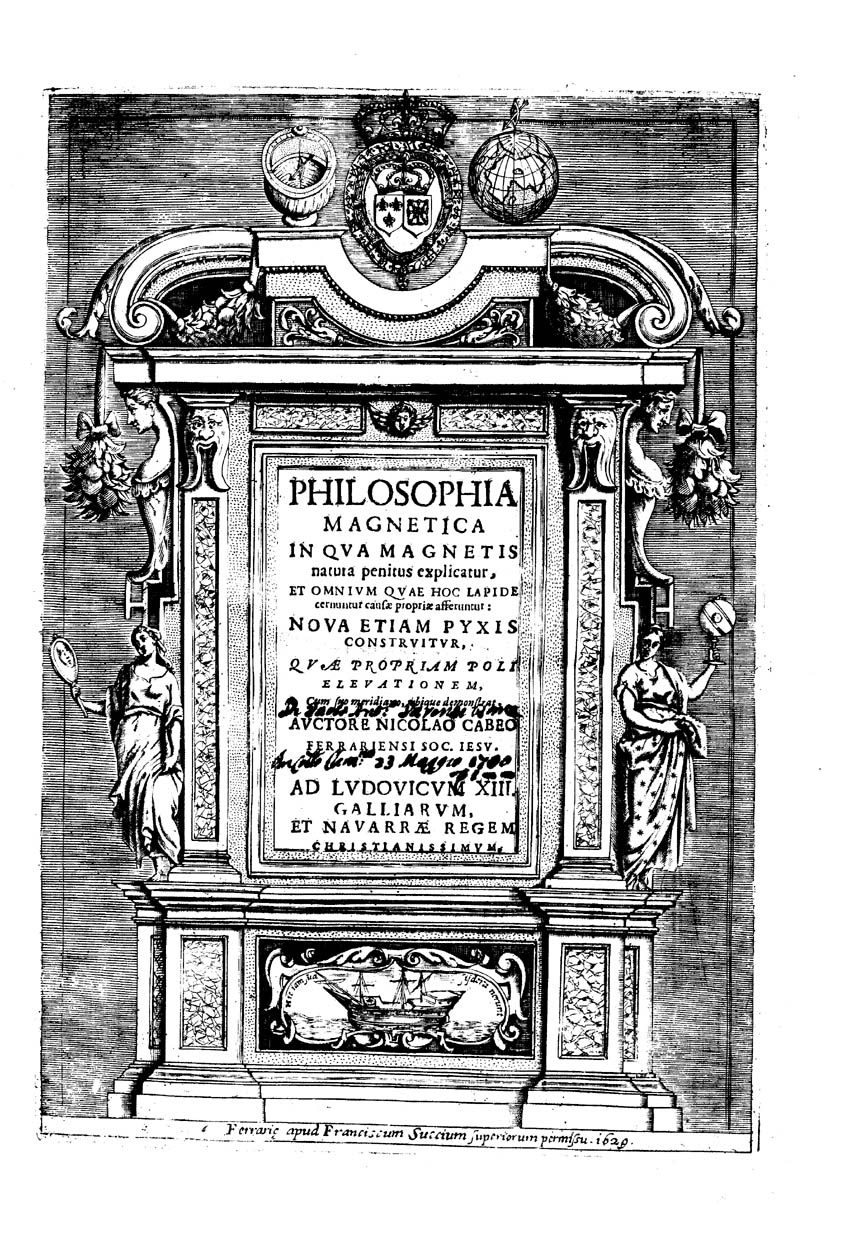
Philosophia magnetica, 1629

Niccolo Cabeo publia les notes et ses recherches dans deux ouvrages scientifiques.
- (la) Philosophia magnetica, Ferrara, Francesco Suzzi, 1629 (lire en ligne) (étude du magnétisme de la Terre et le champ magnétique).
- In quatuor libros meteorologicorum Aristotelis commentaria (1646). (étude sur les traités Météorologiques d'Aristote en se basant sur les recherches de Galileo Galilei).
- (la) Philosophia experimentalis, vol. 1, Roma, Giuseppe Dondini, 1686 (lire en ligne)
- (la) Philosophia experimentalis, vol. 2, Roma, Giuseppe Dondini, 1686 (lire en ligne)
- (la) Philosophia experimentalis, vol. 3, Roma, Giuseppe Dondini, 1686 (lire en ligne)
- (la) Philosophia experimentalis, vol. 4, Roma, Giuseppe Dondini, 1686 (lire en ligne)